# BelCompany
BelCompany was een winkelketen die zich richtte op de verkoop van mobiele telefoons en -accessoires. De keten is opgericht in 1995 door de Macintosh Retail Group en Pon Holdings. Toen de telecommunicatiemarkt liberaliseerde, zagen de twee ondernemingen marktruimte ontstaan voor een onafhankelijke winkelketen die alle merken telecomproducten en -diensten aanbood.
De expertises van Macintosh en Pon sloten goed op elkaar aan. Telecomspecialist Pon was destijds medeaandeelhouder van serviceprovider Cellway (het latere Debitel) en had een belang in MCC (opgegaan in Tech Mobile Data), de grootste onafhankelijke distributeur van mobiele telefoons. Macintosh had de nodige expertise in non-food retailing, met ketens als Halfords, Manfield, Dolcis, Pro Sport, Kwantum en Scapino. Vanaf juli 1998 was BelCompany voor 100% eigendom van Macintosh Retail Group.
Eind november 1995 opende de eerste BelCompany in Zaandam zijn deuren en dit werd gevolgd door gemiddelde twee nieuwe vestigingen per maand geopend in belangrijke winkelstraten van Nederland en België. In 1997 werd BelCompany Business Solutions voor het midden- en kleinbedrijf (MKB).
Op 30 juni 2009 werd de Belgische tak van BelCompany verkocht aan Telenet. BelCompany was toen de tweede grootste onafhankelijke aanbieder van mobiele telecom- en aanverwante producten in het land. De commerciële benaming bleef BelCompany, maar heet officieel Telenet Mobile NV, met hoofdzetel te Mechelen. Sinds november 2012 is de naam BelCompany en vervangen door de namen Telenet en Telenet Center. In oktober 2009 startten Telenet en dochtermaatschappij BelCompany als eersten in België met de koppelverkoop van gsm-toestellen met een gsm abonnement.
BelCompany Nederland had toen al meer dan 200 vestigingen en was nog steeds groeiende. In 2007 heeft BelCompany samen met Macintosh de discountketen Telefoonkopen.nl opgericht. Deze keten is door de overname opgeheven.
Op 22 maart 2011 kondigde Vodafone Nederland de overname aan van BelCompany. Met deze koop breidde Vodafone zijn winkelorganisatie van 88 winkels uit met 176 BelCompany winkels. Macintosh ontving 120 miljoen euro.
Eind november 2016 besloot Vodafone om met één formule verder te gaan en per eind 2016 verdween de BelCompany naam uit het straatbeeld. Ondanks dat het merk in 2016 nog de publieksprijs won voor "Telecom Retailer van het Jaar" is besloten winkels te sluiten omdat de formules naar elkaar toe zijn gegroeid.